# Theridion fruticum
Theridion fruticum är en spindelart som beskrevs av Simon 1890. Theridion fruticum ingår i släktet Theridion och familjen klotspindlar. Inga underarter finns listade i Catalogue of Life.